# Dardo

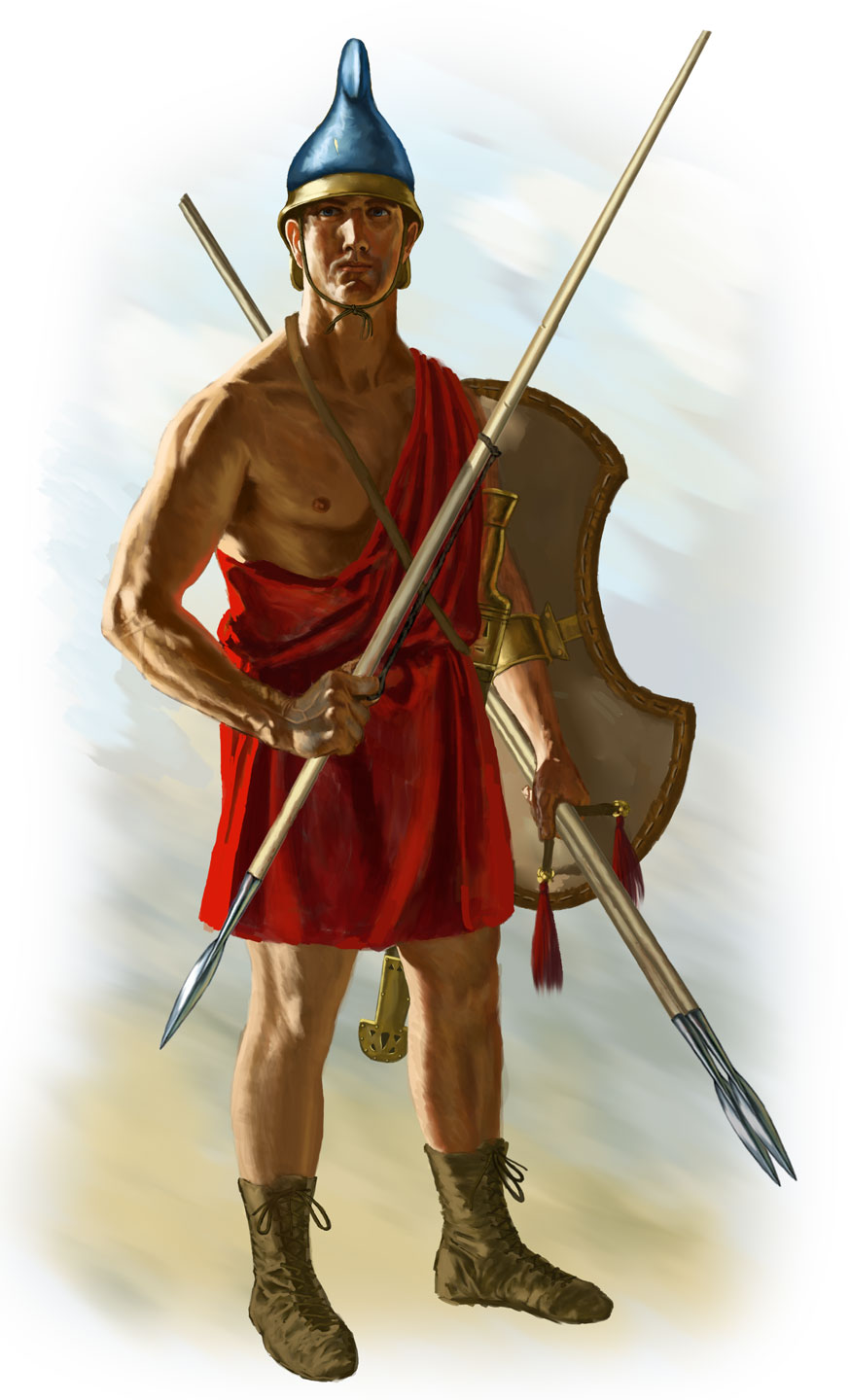
Peltaste com três dardos

Dardo (do germânico: darothuz) é uma arma de arremesso, com ponta de cobre, bronze, ferro ou pedra talhada, semelhante a uma lança. Foi utilizado por muitos povos em eras diferentes e como tal é natural que o seu tamanho e peso variem. Actualmente o dardo utilizado em competições tem de comprimento 2.60m a 2.70m, de diâmetro de 2.5 a 3cm e pesa 800g. Hoje em dia o dardo é mais utilizado no esporte.

## A diferença entre dardo e lança
A principal diferença entre o dardo e a lança está na sua utilização. O destino dos dardos era serem arremessados antes que as duas frentes se envolvessem no combate corpo-a-corpo. Como tal, os dardos eram mais leves, o que facilita o arremesso mas faz com que a arma seja mais frágil, aumentando as hipóteses de se quebrar.
A lança é mais pesada, com uma haste mais pesada e uma ponta mais larga, afiada aos lados de modo a causar ferimentos mesmo que o atacante toque o adversário de raspão. Estas são utilizadas no combate corpo-a-corpo.
Hoje em dia é muito difícil encontrar Lanças, já que era um instrumento de uso histórico e indígena. Há maneiras de criar e fazer uma lança. Já o Dardo virou um esporte e hoje em dia existem vários tipos dele. São vendidos normalmente em Tabacarias, Lojas de Esportes, Bancas de Jornal, Lojas de Brinquedos entre outros.

## História do dardo

### Pré-história
Existem registos que comprovam que os dardos já eram usados na última fase do Paleolítico Inferior. Objectos semelhantes a lanças foram encontrados numa mina na Alemanha e a datação por carbono revelou que já tinham 400 000 anos. As armas eram feitas de Picea e mediam entre 1.82 e 2.25 metros. O centro de gravidade na parte da frente das armas sugere que tenham sido utilizadas como dardos. Foram feitos estudos a omoplátas de rinocerontes fossilizados com feridas resultantes de um projéctil, datadas de 500 000 anos, ao que se descobriu que foram provocadas muito provavelmente por dardos.

### Antiguidade Clássica
O dardo neste período da história foi utilizado por infantaria leve e cavalaria leve na Grécia antiga no Império Romano e pelos Lusitanos.

#### Grécia Antiga

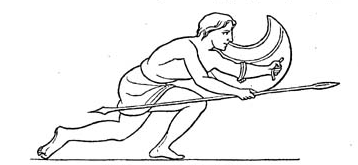
Um peltaste grego.

Os peltastes, normalmente servindo como linhas defensivas, eram armados com dardos. Lançavam
os dardos sobre as tropas pesadas, a falange hoplita, de maneira a quebrar as suas linhas para os seus soldados hoplitas poderem destruir a formação inimiga enfraquecida.

#### Império Romano
Depois da Itália ter sido invadida pelos gauleses em 387, o exército romano e a sua formação táctica sofreram uma reforma. Passaram a adoptar a formação grega em falange num estilo mais livre de três linhas, armados com lanças (hastas) e escudos redondos (clípeo). Os hastados ficavam na primeira linha, os príncipes na segunda e os triários na terceira.

#### Povos ameríndios
Muitos povos ameríndios utilizavam dardos. Era comum também o uso de propulsores de dardos por esses grupos para aumentar a eficiência  de utilização da energia elástica.

## Outras designações
Pequena lança utilizada em zarabatanas e outros instrumentos principalmente com propulsão a ar comprimido, sendo utilizado também em armas de fogo especiais. Bastante utilizados com anestésicos na captura de animais selvagens.